# Casinò Estoril
Il Casinò Estoril è un casinò che si trova nella riviera portoghese ad Estoril, oggi parte del comune di Cascais.
La prima pietra fu posta il 16 gennaio 1916 dall'allora presidente del Portogallo Bernardino Machado su iniziativa di Fausto Figueiredo.
Durante la seconda guerra mondiale il casinò era considerato un punto di ritrovo per spie, reali spodestati ed avventurieri tanto da ispirare il romanzo di Ian Fleming Casino Royale con la prima presenza di James Bond.
Nel 1958 il casinò passò nelle mani di José Teodoro dos Santos per 30 anni per poi finire all'imprenditore Stanley Ho.
Il casinò è attualmente il più grande d'Europa.